# Iglesia de Santiago Apóstol (Lledó)
La iglesia de Santiago Apóstol en Lledó (Provincia de Teruel, España) es una sencilla construcción gótica del siglo XIV. Su fábrica es de sillar bien escuadrado y presenta un volumen compacto, solo roto por la presencia de un pequeño torreoncillo poligonal que alberga la caja de escaleras que da acceso al coro alto situado a los pies del edificio. 
Consta de nave única con dos pequeñas capillas laterales y cabecera recta flanqueada por otras dos capillas rectangulares; estas cuatro capillas-hornacina fueron el resultado de las reformas llevadas a cabo en los siglos XVI y XVII. El espacio interior es amplio y diáfano, debido en parte a la gran altura de la nave, y va cubierto con bóveda de cañón apuntado en la nave y con bóveda de crucería sencilla en la cabecera. 
Al exterior destaca la portada, abierta en arco apuntado y enmarcada por seis arquivoltas abocinadas, sobre la que se abre un ventanal apuntado con tracería lobulada que hace pareja con el óculo del hastial opuesto. En el lado izquierdo de la fachada se dispone el citado torreoncillo mientras que en el derecho se alza una potente espadaña. 